# Goryphus albofasciatus
Goryphus albofasciatus là một loài tò vò trong họ Ichneumonidae.